# Mauro Aparecido dos Santos
Mauro Aparecido dos Santos (Fartura, 9 novembre 1954 – Cascavel, 11 marzo 2021) è stato un arcivescovo cattolico brasiliano.

## Biografia
Mauro Aparecido dos Santos nacque a Fartura il 9 novembre 1954 da Acácio Aparecido dos Santos e Madalena Aparecida de Moraes.

### Formazione e ministero sacerdotale
Frequentò la scuola "Luisa di Marillac" di Jacarezinho; il Collegio dell'Immacolata, un istituto delle Suore di carità di San Vincenzo de' Paoli e la scuola statale "Ruy Barbosa" di Jacarezinho.
In seguito lavorò come funzionario del Fondo di Assistenza dei Lavoratori Rurali (FUNRURAL) dal 1º giugno 1972 al 31 agosto 1975 e poi come impiegato pubblico federale dell'Istituto Nazionale di Previdenza Sociale (INSS) dal 1º settembre 1975 al 28 febbraio 1981.
Studiò filosofia presso la Facoltà di scienze e lettere di Jacarezinho e teologia presso il seminario maggiore diocesano "Divino Maestro".
Il 13 maggio 1984 fu ordinato presbitero per la diocesi di Jacarezinho nella cattedrale diocesana da monsignor Conrado Walter. Fu insegnante nel seminario minore di Jacarezinho dal 3 gennaio 1982 al 30 aprile 1991 e dal 1º marzo 1993; vicario parrocchiale ad Arapoti dal 13 maggio 1984 al 3 gennaio 1985; consigliere spirituale per la CADD di Jacarezinho, un comunità per tossicodipendenti, dal 13 maggio 1984 al 31 dicembre 1992 e dal 1º settembre 1996; vice rettore e professore nel seminario maggiore dal 4 gennaio 1985 al 2 gennaio 1988; vicario parrocchiale della parrocchia di San Pietro a Jacarezinho dal 23 gennaio 1985 al 3 luglio 1986; parroco della parrocchia del Sacro Cuore di Gesù a Jacarezinho dall'8 marzo 1986 al 10 gennaio 1992; professore presso il seminario maggiore di Jacarezinho dal 1º marzo 1987 al 30 giugno 1998; rettore dello stesso dal 2 febbraio 1988 al 10 gennaio 1992; consigliere spirituale diocesano del Movimento dei Cursillos de Cristiandad dal 2 febbraio 1988 al 31 dicembre 1992; cancelliere vescovile dal 18 settembre 1991 al 2 febbraio 1995; parroco della parrocchia di Santa Teresina del Bambin Gesù a Bandeirantes dall'11 gennaio 1992 al 31 gennaio 1997; vicario generale al 2 febbraio 1995 al 31 luglio 1998 e parroco della parrocchia della cattedrale dell'Immacolata Concezione e San Sebastiano a Jacarezinho dal 2 febbraio 1997 al 31 luglio 1998.
Fu anche membro del collegio dei consultori dal 1º gennaio 1992 al 31 luglio 1997 e del consiglio episcopale.

### Ministero episcopale
Il 27 maggio 1998 papa Giovanni Paolo II lo nominò vescovo coadiutore di Campo Mourão. Ricevette l'ordinazione episcopale il 14 agosto successivo nella cattedrale dell'Immacolata Concezione e San Sebastiano a Jacarezinho dal vescovo di Jacarezinho Conrado Walter, co-consacranti l'arcivescovo metropolita di Maringá Murilo Sebastião Ramos Krieger e il vescovo di Campo Mourão Virgílio de Pauli. Il 30 dello stesso mese fece il suo ingresso in diocesi.
Il 21 febbraio 1999 succedette alla medesima sede.
Dal 9 maggio al 13 dicembre 2002 fu anche amministratore apostolico di Umuarama.
Il 31 ottobre 2007 papa Benedetto XVI lo promosse arcivescovo metropolita di Cascavel. Prese possesso dell'arcidiocesi il 25 gennaio successivo.
Nel novembre del 2010 e nel febbraio del 2020 compì la visita ad limina.
In seno alla Conferenza nazionale dei vescovi del Brasile fu membro del consiglio permanente dal febbraio 2012 alla morte; vicepresidente della Conferenza episcopale regionale Sul 2 dal marzo del 2012 al 19 luglio 2014 e presidente della stessa dal 20 luglio 2014 alla morte.
Il 16 febbraio 2021 fu ricoverato all'ospedale "San Luca" di Cascavel perché colpito da COVID-19. Le sue condizioni peggiorarono dal 9 marzo  e morì alle 18:20 dell'11 marzo all'età di 66 anni. Le esequie si tennero la mattina del giorno successivo nella cattedrale di Nostra Signora Aparecida a Cascavel. Al termine del rito fu sepolto nel cimitero centrale della stessa città.

## Genealogia episcopale e successione apostolica
La genealogia episcopale è:
- Cardinale Scipione Rebiba
- Cardinale Giulio Antonio Santori
- Cardinale Girolamo Bernerio, O.P.
- Arcivescovo Galeazzo Sanvitale
- Cardinale Ludovico Ludovisi
- Cardinale Luigi Caetani
- Cardinale Ulderico Carpegna
- Cardinale Paluzzo Paluzzi Altieri degli Albertoni
- Papa Benedetto XIII
- Papa Benedetto XIV
- Papa Clemente XIII
- Cardinale Marcantonio Colonna
- Cardinale Giacinto Sigismondo Gerdil, B.
- Cardinale Giulio Maria della Somaglia
- Cardinale Carlo Odescalchi, S.I.
- Cardinale Costantino Patrizi Naro
- Cardinale Lucido Maria Parocchi
- Papa Pio X
- Cardinale Gaetano De Lai
- Cardinale Raffaele Carlo Rossi, O.C.D.
- Cardinale Amleto Giovanni Cicognani
- Arcivescovo Carmine Rocco
- Vescovo Conrado Walter, S.A.C.
- Arcivescovo Mauro Aparecido dos Santos

La successione apostolica è:
- Vescovo Ottorino Assolari, C.S.F. (2005)
- Vescovo Francisco Javier Del Valle Paredes (2009)
- Arcivescovo Mário Antônio da Silva (2010)
- Vescovo Edgar Xavier Ertl, S.A.C. (2016)
- Vescovo Adimir Antônio Mazali (2020)